# Peter Rossmanith
Peter Rossmanith (* 31. Oktober 1965 in Turnov, Tschechoslowakei) ist ein tschechisch-deutscher Informatiker und Hochschullehrer, der 1969 als Kind von der damaligen Tschechoslowakei nach Deutschland kam.

## Leben
Peter Rossmanith studierte bis 1990 an der Technischen Universität München (TUM) und arbeitete danach während seiner Promotion als wissenschaftlicher Mitarbeiter am dortigen Lehrstuhl für Theoretische Informatik unter Wilfried Brauer an der Fakultät für Informatik. Am 5. September 1994 wurde er dort in Informatik über das Thema Characterizations of Memory Access for PRAM's and Bounds on the Time Complexity of Boolean Functions zum Dr. rer. nat. promoviert. Während seiner Promotion hielt er nicht nur Vorlesungen an der TUM, sondern auch am Masaryk Institute for Advanced Sciences der Tschechischen Technischen Universität Prag. Ab 1. März 1995 war er als wissenschaftlicher Assistent weiter am Lehrstuhl der TUM beschäftigt. Seit 2003 leitet er als Universitätsprofessor den Lehrstuhl für Theoretische Informatik an der Fakultät für Informatik der RWTH Aachen.
Rossmanith ist seit 27. Dezember 1991 mit Lidmila Peterková verheiratet. Die beiden haben zusammen zwei Kinder, Peter Jr. und Kennith Rossmanith. Der Vater von Peter Rossmanith war Dieter Rossmanith und seine Mutter Anna Kozáková.

## Wirken
Rossmanith beschäftigt sich vornehmlich mit Algorithmik und Komplexitätstheorie. Er trug u. a. auch zur Analyse der Hilfskellermaschine bei, einem Berechnungsmodell aus der Komplexitätstheorie.
Außerdem ist er Vorsitzender des Aufgabenausschusses des Bundeswettbewerbs Informatik.

## Veröffentlichungen (Auswahl)
- Jakub Gajarský, Petr Hlinźný, Jan Obdrźálek, Sebastian Ordyniak, Felix Reidl, Peter Rossmanith, Fernando Sánchez Villaamil und Somnath Sikdar: Kernelization using structural parameters on sparse graph classes. In: Journal of Computer and System Sciences, 84(C), 2017, S. 219–242. doi:10.1016/j.jcss.2016.09.002